# Troy Donockley
Troy Donockley (Workington, Cumbria, Inglaterra; 30 de mayo de 1964) es un músico multiinstrumentista británico. Cofundador de las bandas You Slosh y The Bad Shepherds. También formando parte del grupo Iona. Es mayormente conocido por haber sido músico de sesión y actualmente miembro de la banda finlandesa de metal sinfónico, Nightwish. En 2017 cofunda el grupo de folk progresivo, Auri.
Troy Donockley también ha trabajado como músico de sesión para bandas y artistas como Barbara Dickson, Midge Ure, Maire Brennan, Roy Harper, Alan Stivell, Lesley Garrett, Status Quo, Del Amitri, Sonata Arctica, Kamelot, The Enid, Mostly Autumn, entre otros.

## Primeros años
Donockley nació en Workington, Cumbria, sus padres eran miembros de una banda llamada Travelling Country. A la edad de 16 años, Troy se unió a ellos, tocando en varios lugares en West Cumbria. La colección de discos de su padre era amplia y le otorgó a su hijo el amor por la música clásica, rock, country y tradicional. Él es un multiinstrumentista y un maestro de las Uilleann pipes. Su ambición de adolescente era viajar por el mundo como músico. La excentricidad del sonido de las Uilllean pipes, hicieron que se uniera al grupo de rock progresivo The Enid en 1987.

## Carrera musical

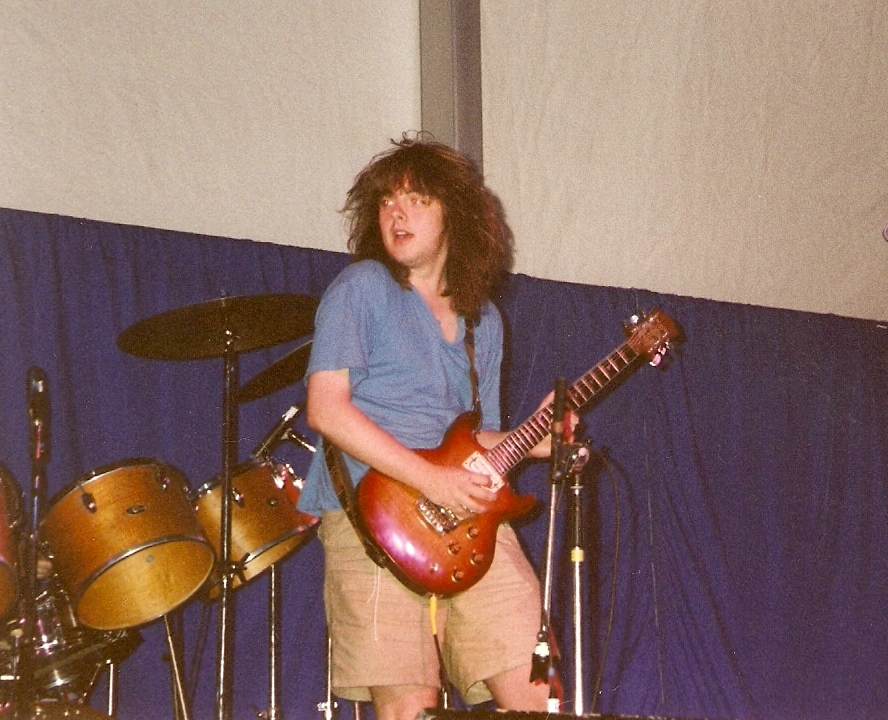
Donockley tocando la guitarra con You Slosh en 1991. Foto del festival folclórico Trowbridge Village Pump.

En 1987, formó la banda de rock celta You Slosh, grabando con ellos  el álbum "Glorious Racket" en 1989. En el año siguiente, grabó como músico de sesión con la banda de música celta Iona. Esto fue al principio del auge de las bandas de música celta, y ambas agrupaciones tuvieron mucho éxito. Donockley grabó un álbum más con You Slosh en 1991, además de nueve álbumes más con Iona. Se convirtió en miembro oficial del grupo en 1995 y dejó la banda en 2009. Moya Brennan, miembro del grupo folk celta Clannad, le pidió a Donockley que fuera el músico de sesión en el álbum 'Two Horizons', emitido el 2003. Junto con Adrian Edmondson, Donockley fundó la banda The Bad Shepherds en 2008, interpretando clásicos punk y new wave con instrumentos folklóricos.
El año 2007, fue la primera aparición de Donockley con Nightwish, siendo músico invitado en el álbum Dark Passion Play, donde colaboró en canciones como The Islander, Last of the Wilds y Meadows of Heaven, y en canciones de sus giras posteriores. El 2011, vuelve a ser invitado para participar en el álbum Imaginaerum, para acompañarlos en la gira promocional del nuevo disco y para grabar el concierto en vivo del DVD Showtime, Storytime. Tras el fin del tour mundial de Imaginaerum, Donockley se convierte en miembro oficial de Nightwish en octubre del año 2013.
En 2017, Donockley cofunda un nuevo proyecto musical llamado Auri, junto a Tuomas Holopainen y su esposa Johanna Kurkela.

## Discografía

### You Slosh
- Glorious Racket (1989)
- Lift Me Up (1991)

### Iona
- Iona (1988) (músico invitado)
- The Book of Kells (1992) (músico invitado)
- Beyond These Shores (1993) (músico invitado)
- Journey Into The Morn (1995)
- Heaven's Bright Sun (1997)
- Woven Cord (1999)
- Open Sky (2000)
- The River Flows (2002)
- The Circling Hour (2006)

### Maddy Prior
- Flesh and Blood (1997)
- Ravenchild (1999)
- Ballads and Candles (2000)
- Arthur The King (2001)
- Lionheart (2003)

### Troy Donockley (como solista)
- The Unseen Stream (1998)
- The Pursuit of Illusion (2003)
- The Madness of Crowds (2009)

### Nightwish
- Dark Passion Play (2007) (músico invitado)
- Made in Hong Kong (And in Various Other Places) EP (2009) (músico invitado)
- Imaginaerum (2011) (músico invitado)
- Showtime, Storytime DVD en vivo (2013)
- Endless Forms Most Beautiful (2015)
- Vehicle of Spirit DVD en vivo (2016)
- Decades: Live in Buenos Aires DVD en vivo (2019)
- Human. :II: Nature. (2020)

### The Bad Shepherds
- Yan, Tyan, Tethera, Methera! (2009)
- By Hook or By Crook (2010)
- Mud Blood & Beer (2013)

### Auri
- Auri (2018)
- II – Those We Don't Speak Of (2021)
- III – Candles & Beginnings (2025)

### Como músico de sesión
- The Enid – The Seed and the Sower (1987)
- Barbara Dickson – Parcel of Rogues (1994), Full Circle (2004)
- Kathryn Tickell – Debatable Lands (1999)
- Mostly Autumn – The Spirit of Autumn Past (1999), The Last Bright Light (2001), Passengers (2003), Storms Over Still Water (2005), Storms Over London Town (2006), Heart Full of Sky (2007), Glass Shadows (2008), Go Well Diamond Heart (2010), Ghost Moon Orchestra (2012)
- Roy Harper – Royal Festival Hall Live - 10 June 2001 (2001)
- Mermaid Kiss – Etarlis (2007)
- Magenta – Home (2006), Metamorphosis (2008)
- Johanna Kurkela – Hyvästi, Dolores Haze (2010)
- Kompendium – Beneath The Waves (2012)
- Mike Dawes – What Just Happened? (2013)
- Ayreon – The Theory Of Everything (2013)
- Tuomas Holopainen – Music Inspired by the Life and Times of Scrooge (2014)
- Gandalf's Fist – A Forest of Fey (2014)
- Dave Bainbridge – Celestial Fire (2014)
- Kamelot – Haven (2015)
- Karnataka  – The Gathering Light (2010), Secrets of Angels (2015)
- Sonata Arctica – The Ninth Hour
- Steve Hackett – The Night Siren (2017)